# Autographa
Autographa is een geslacht van nachtvlinders uit de familie Noctuidae.
De wetenschappelijke naam Autographa staat voor "zelf geschreven". Dit verwijst naar de metaalkleurige/witte tekening op de voorvleugels waarin soms Griekse letters (gamma, jota) herkend kunnen worden.

## Soorten
- A. aemula (Denis & Schiffermüller, 1775)
- A. agualaniata Dognin, 1912
- A. ampla Walker, 1857
- A. amurica Staudinger, 1892
- A. argyrosigna Moore, 1882
- A. biloba Stephens, 1832
- A. bimaculata Stephens, 1832
- A. bonaerensis Berg, 1882
- A. bractea (Denis & Schiffermüller, 1775) – Zilvervenster
- A. buraetica (Staudinger, 1892)
- A. caladii Sepp, 1855
- A. californica Speyer, 1875
- A. camptosema Hampson, 1913
- A. corusca Strecker, 1885
- A. crypta Dufay, 1973
- A. dudgeoni Hampson, 1913
- A. excelsa (Kretschmar, 1862)
- A. flagellum Walker, 1857
- A. gamma (Linnaeus, 1758) – Gamma-uil
- A. jota (Linnaeus, 1758) - Jota-uil
- A. khinjana Wiltshire, 1961
- A. kostjuki Klyuchko, 1984
- A. labrosa Grote, 1874
- A. lehri Klyuchko, 1984
- A. macrogamma (Eversmann, 1842)
- A. mandarina (Freyer, 1845)
- A. mappa Grote & Robinson, 1868
- A. metallica Grote, 1875
- A. monogramma Alphéraky, 1887
- A. monoxyla Dyar, 1913
- A. nekrasovi Klyuchko, 1985
- A. nigrisigna Walker, 1857
- A. parabractea Hampson, 1913
- A. pasiphaeia Grote, 1873

- A. precationis Guenée, 1852
- A. pseudogamma Grote, 1875
- A. pulchrina (Haworth, 1809) – Donkere jota-uil
- A. purpureofusa Hampson, 1894
- A. rubida Ottolengui, 1902
- A. sanasoni Dod, 1910
- A. sansoni Dod, 1910
- A. schalisema Hampson, 1913
- A. sinooccidentalis Chou & Lu, 1979
- A. speciosa Ottolengui, 1902
- A. ternei Klyuchko, 1984
- A. urupina Bryk, 1942
- A. v-alba Ottolengui, 1902
- A. v-minus (Oberthür, 1884)
- A. valba Ottolengui, 1902
- A. vminus Oberthür, 1884
- A. yminus Chou & Lu, 1979

### Foto's

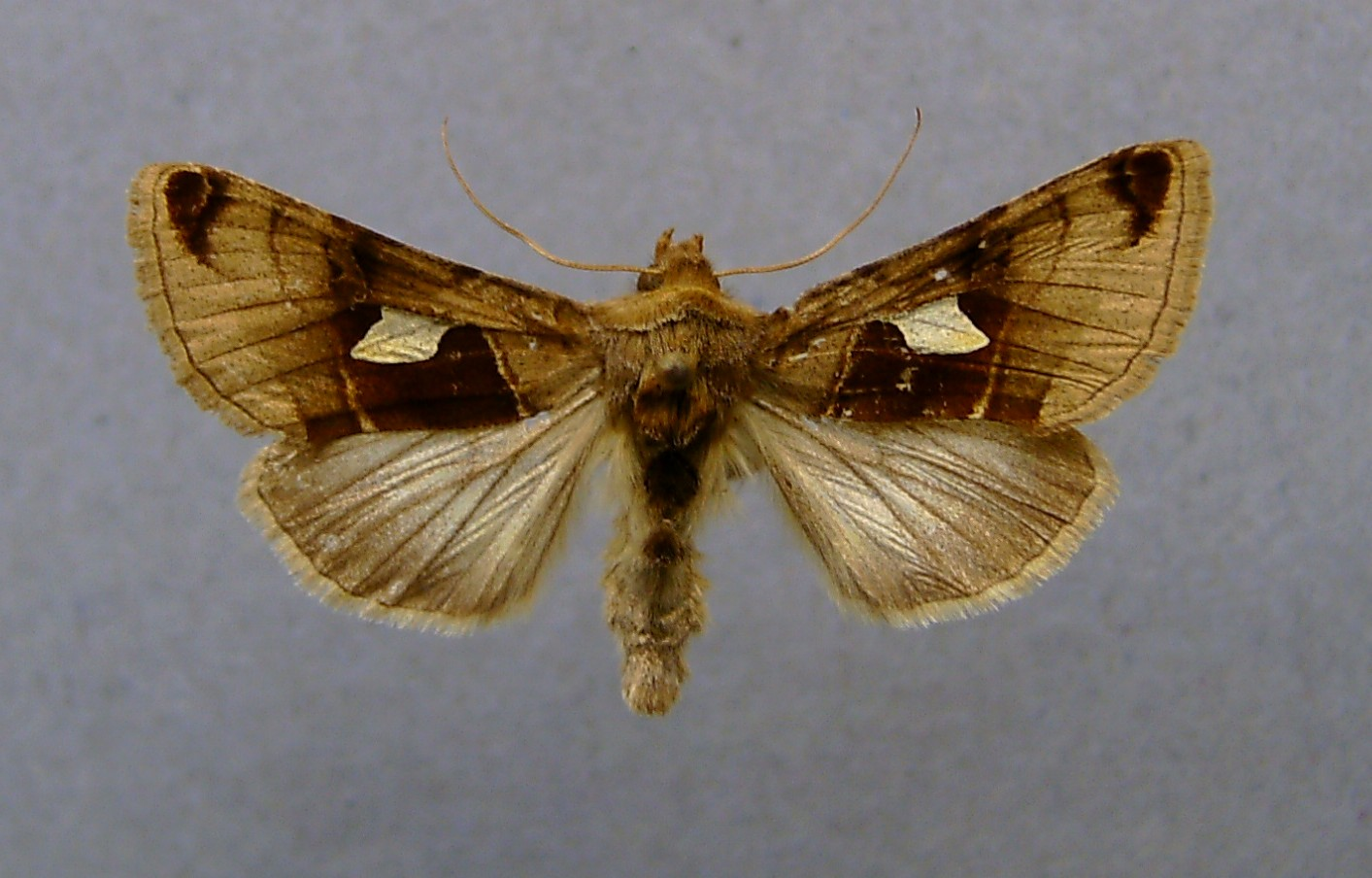
Autographa aemula
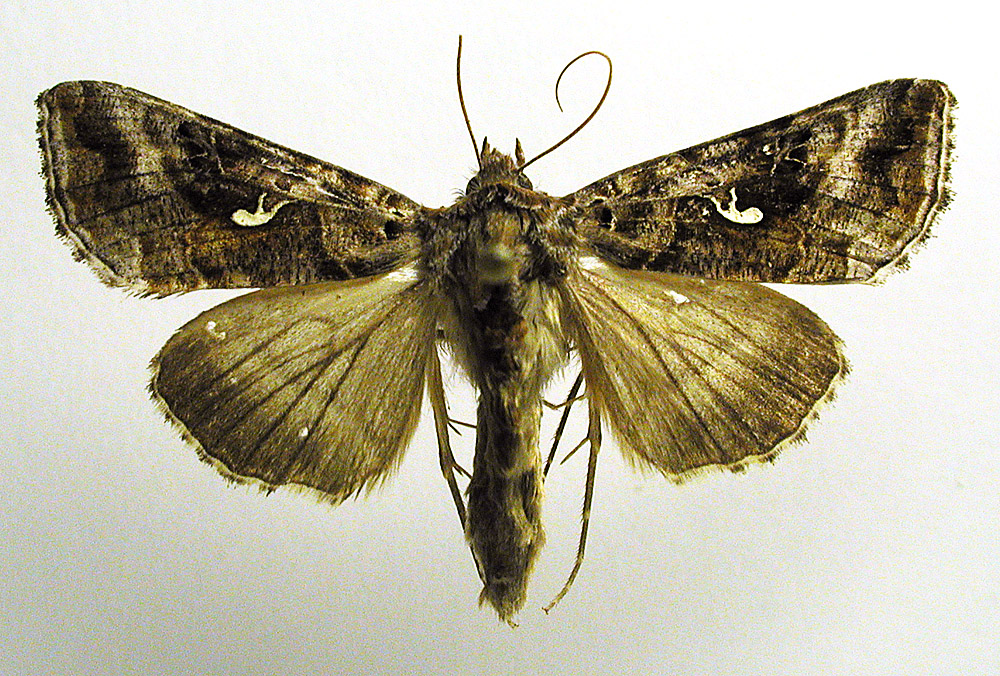
Autographa buraetica
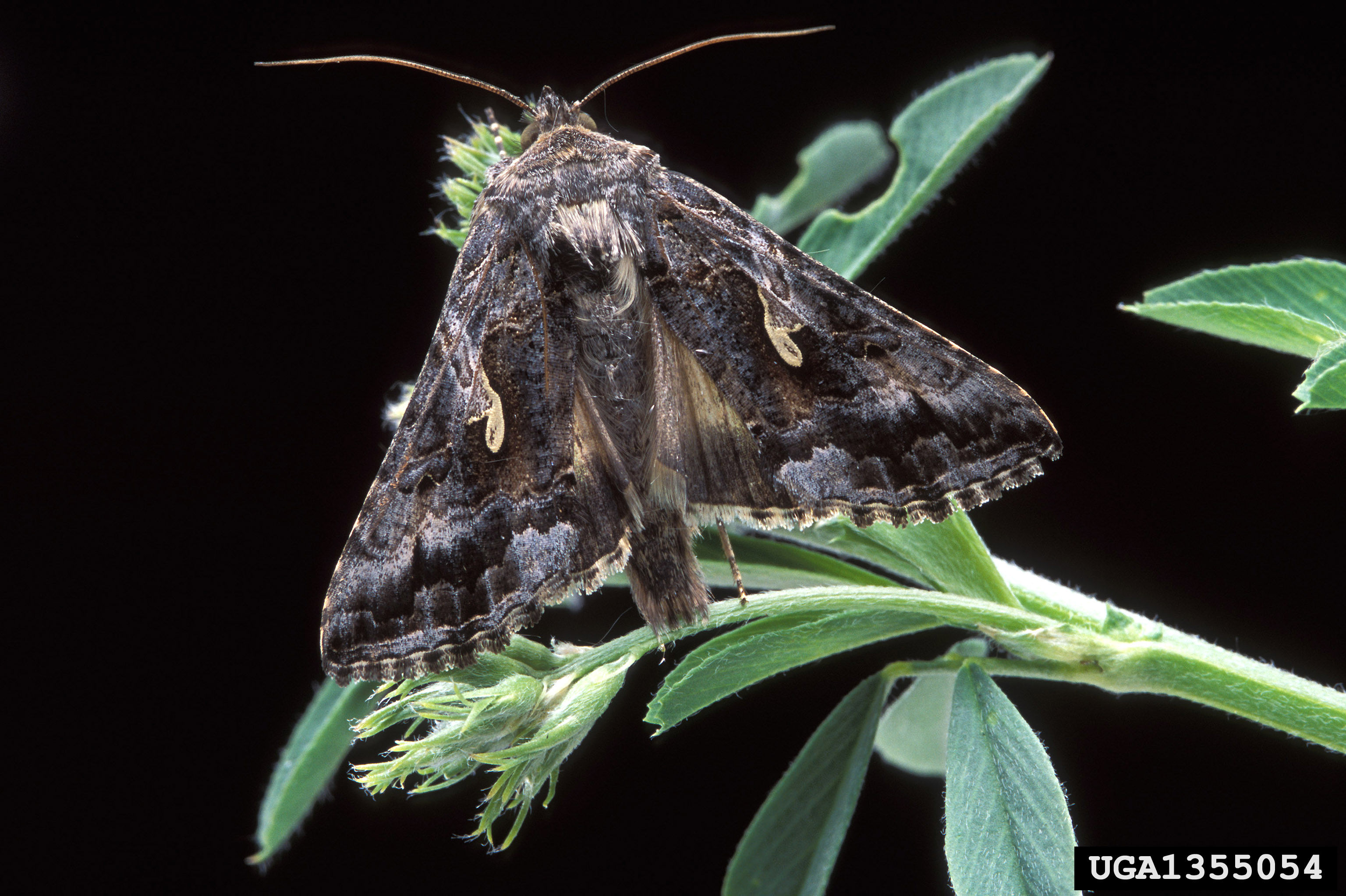
Autographa californica
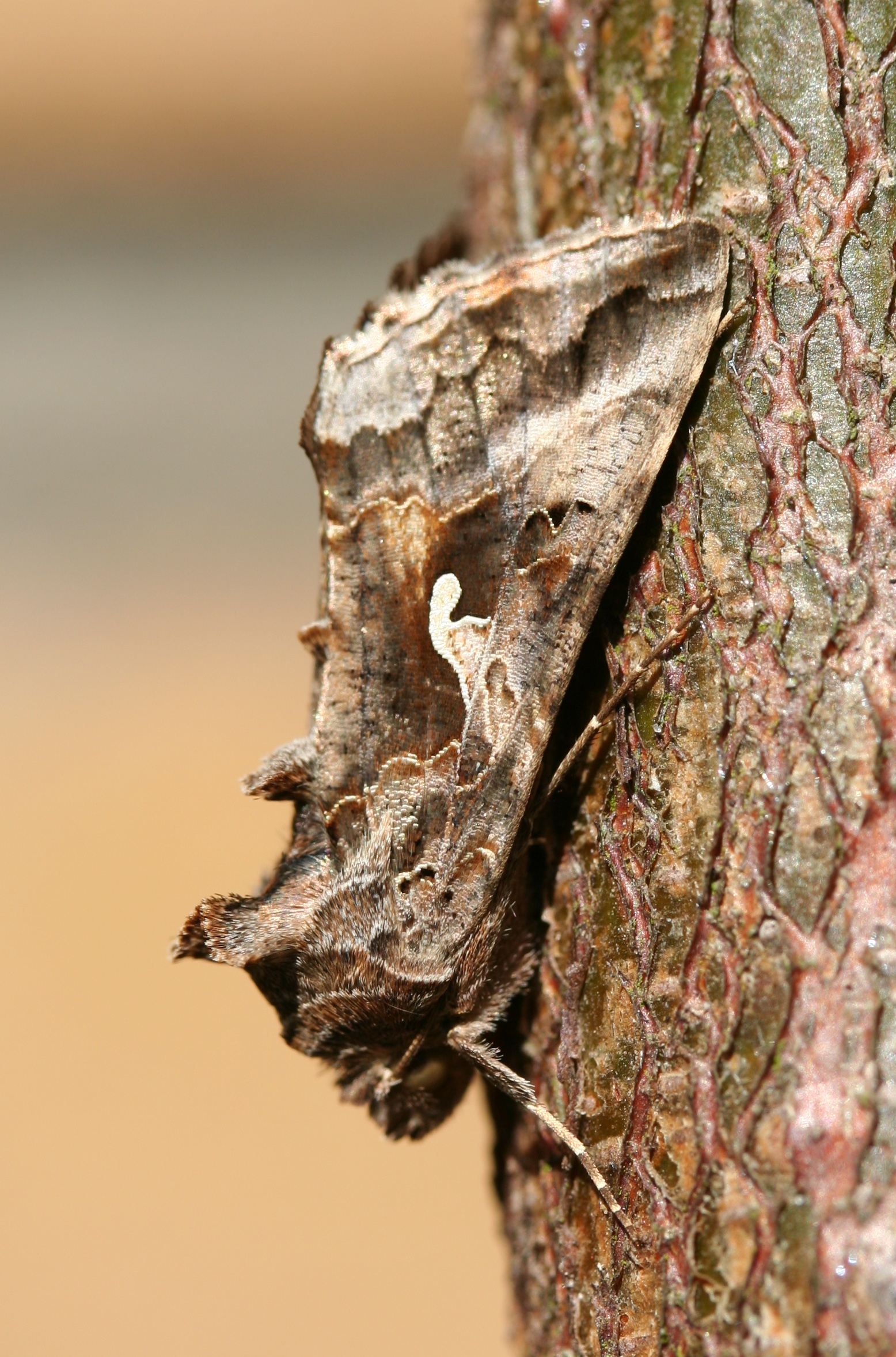
Gamma-uil (Autographa gamma)
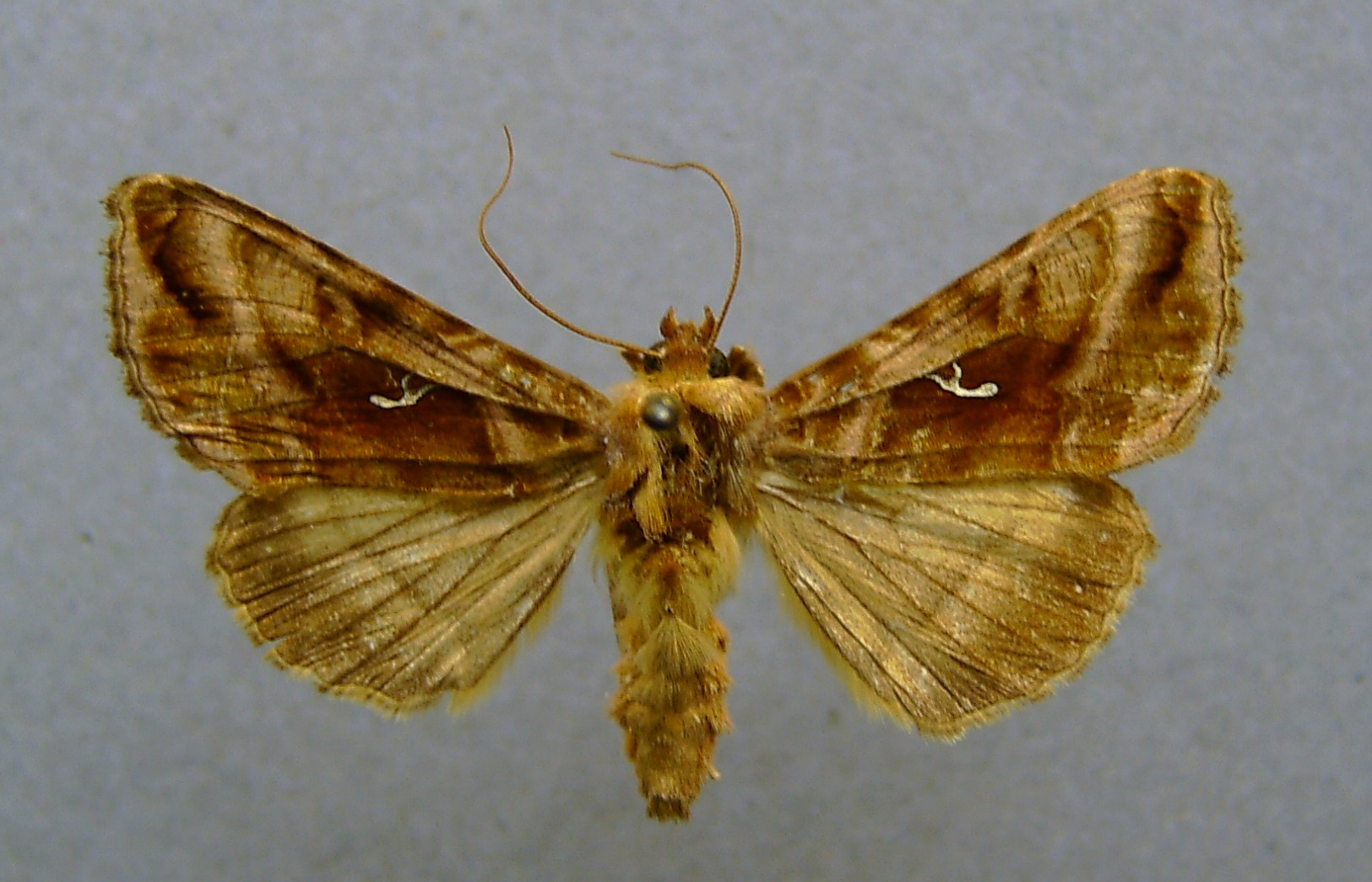
Jota-uil (Autographa jota)
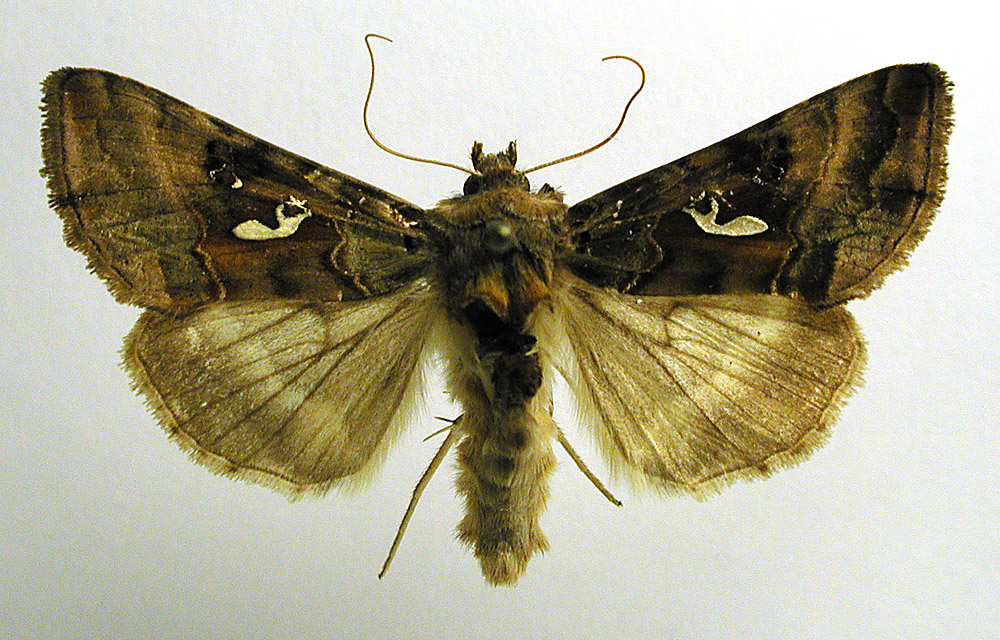
Autographa macrogamma
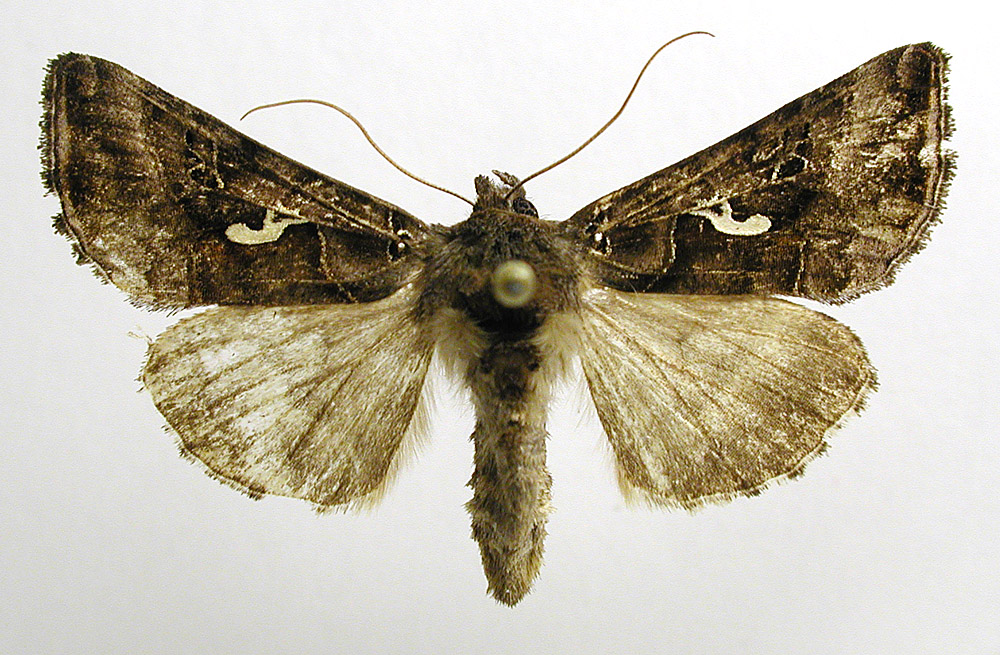
Autographa mandarina
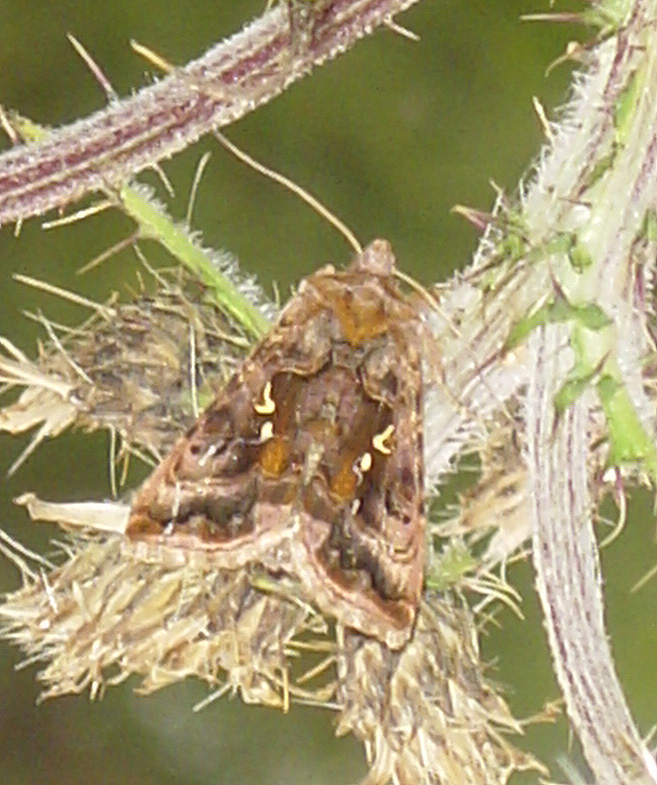
Donkere jota-uil (Autographa pulchrina)
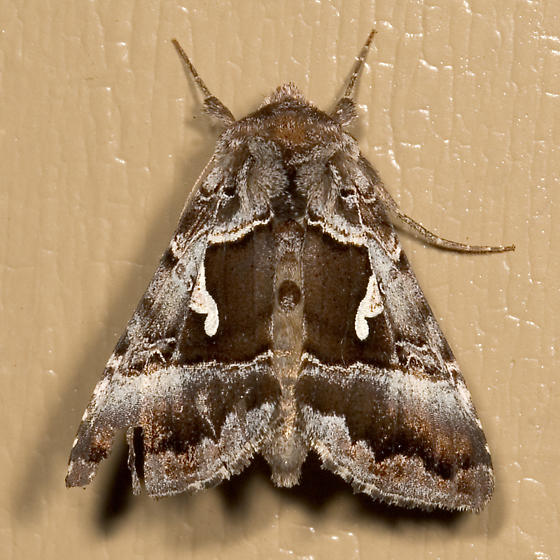
Autographa speciosa